# Zhoř u Tábora
Zhoř u Tábora település Csehországban, a Tábori járásban. Zhoř u Tábora Ústrašice, Lom, Radimovice u Želče, Malšice és Planá nad Lužnicí településekkel határos. Lakosainak száma 167 fő (2024. január 1.).

## Népesség
A település lakosságának változását az alábbi diagram mutatja:
| Lakosok száma | 257  | 278  | 267  | 187  | 178  | 175  | 174  | 163  | 162  | 167  |
|               | 1869 | 1900 | 1921 | 1961 | 1980 | 2011 | 2016 | 2019 | 2021 | 2024 |